# 霍穆托夫縣

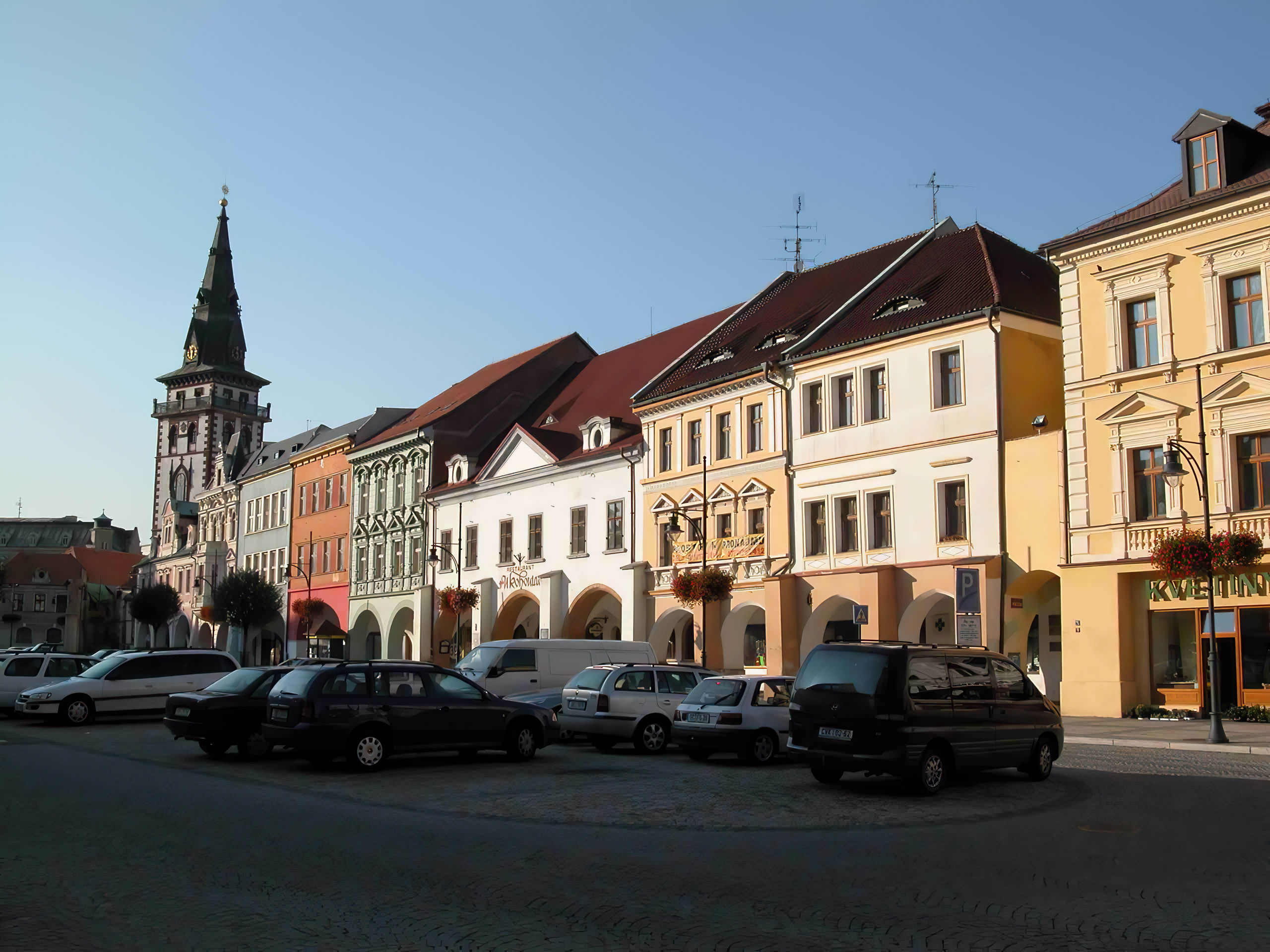

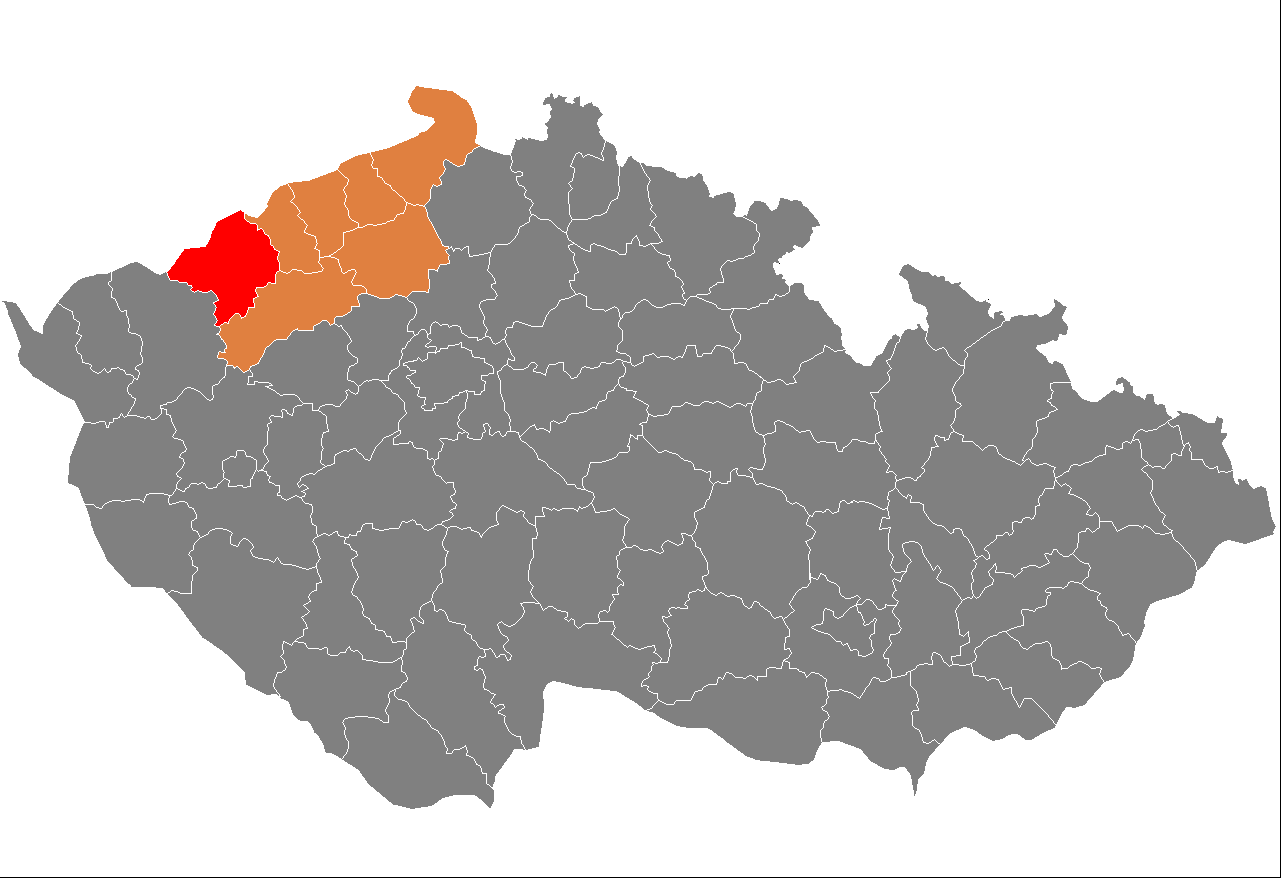

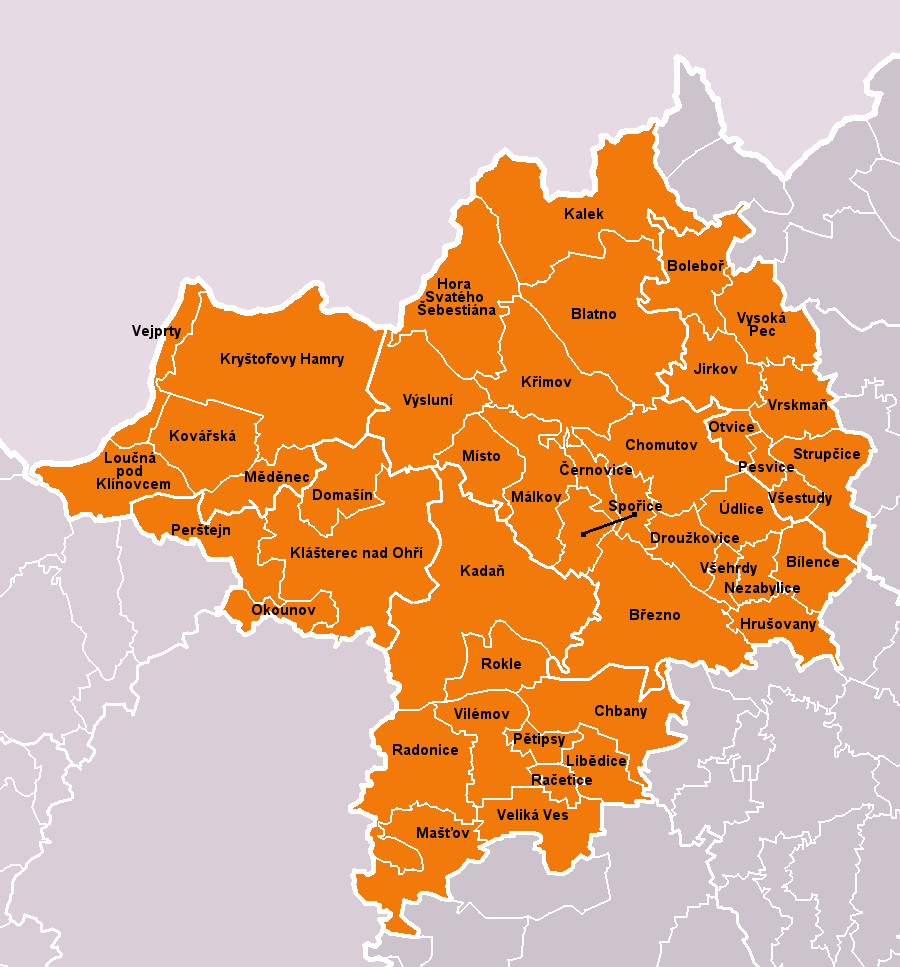

50°27′38″N 13°25′05″E / 50.46056°N 13.41806°E
霍穆托夫縣（捷克語：Okres Chomutov），是捷克的縣份，位於該國西北部，由烏斯季州負責管轄，首府設於霍穆托夫，面積935平方公里，2007年人口125,231，人口密度每平方公里134人。